# Gmina Morsø

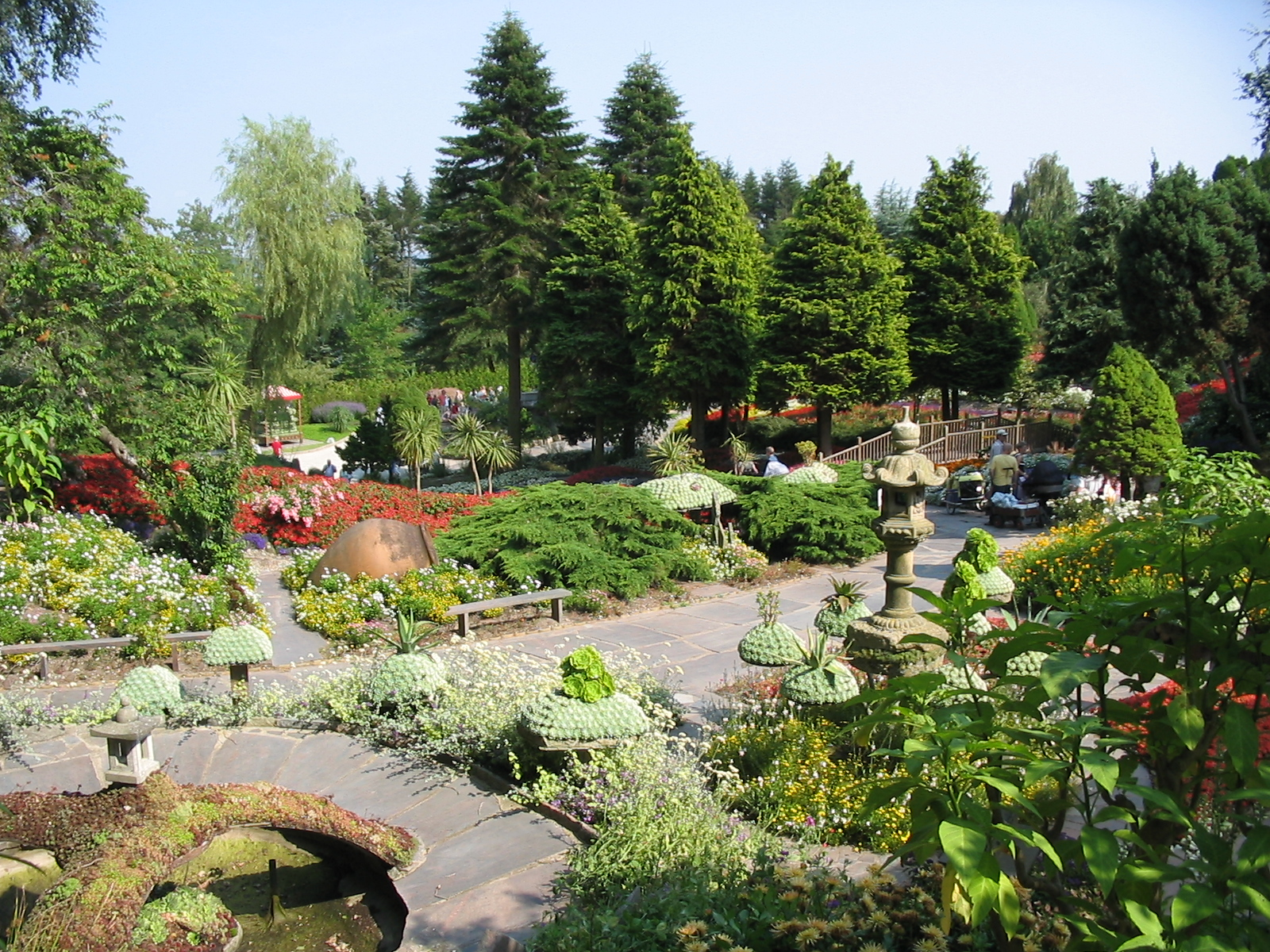
Park botaniczny Jesperhus na wyspie Mors w gminie Morsø

Gmina Morsø (duń. Morsø Kommune) – gmina w Danii w okręgu Vibirg Amt. Siedzibą władz gminy jest Nykøbing Mors. 
Gmina Morsø została utworzona 1 kwietnia 1970 na mocy reformy podziału administracyjnego Danii. Kolejna reforma w 2007 r. potwierdziła status gminy.
Większa część gminy położona jest na wyspie Mors.

## Dane liczbowe
- Liczba ludności: (♀ 11 310 + ♂ 11 169) = 22 479
  - wiek 0–6: 8,0%
  - wiek 7–16: 13,4%
  - wiek 17–66: 62,1%
  - wiek 67+: 16,5%
- zagęszczenie ludności: 61,3 osób/km²
- bezrobocie: 4,2% osób w wieku 17-66 lat
- cudzoziemcy z UE, Skandynawii i USA: 73 na 10 000 osób
- cudzoziemcy z krajów Trzeciego Świata: 148 na 10 000 osób
- liczba szkół podstawowych: 10 (liczba klas: 114)